# Непсов Сергій Олександрович
Сергі́й Олекса́ндрович Непсов (1 вересня 1994, с. Калинівка, Вітовський район, Миколаївська область, Україна — 26 січня 2017, смт Новотошківське, Попаснянський район, Луганська область, Україна) — український військовослужбовець, солдат Збройних сил України, учасник російсько-української війни. Позивний «Непс».

## Життєпис
2012 року закінчив профтехучилище № 11, де здобув професію токаря. Працював у сфері продажів.
10 листопада 2015 призваний на строкову службу до Навчального центру «Десна», з 18 січня 2016 проходив службу у 222-ій артилерійській базі боєприпасів (в/ч А1588), — навідник зенітних установок. Хотів стати професійним військовим, планував піти на офіцерські курси в Одесі.
Навесні 2016 підписав контракт і після підготовки у «Десні» вирушив на передову.
Солдат, гранатометник 3-го відділення 2-го взводу 6-ї роти 2-го механізованого батальйону 93-ї окремої механізованої бригади, в/ч А1302, Черкаське, Дніпропетровська область.
Загинув 26 січня 2017 року близько 21:00 під час обстрілу з 82-мм мінометів околиць смт Новотошківське Попаснянського району Луганської області. Під прикриттям мінометного обстрілу до українських позицій близько підійшла ДРГ противника. Сергій загинув у бою від кулі снайпера, яка пробила бронежилет, пробила легеню. Поранення виявилось несумісним із життям.
Похований в рідному селі Калинівка.
Залишились батьки та сестра.

## Нагороди та вшанування
- Указом Президента України № 104/2017 від 10 квітня 2017 року, «за особисту мужність, виявлену у захисті державного суверенітету та територіальної цілісності України, самовіддане виконання військового обов'язку», нагороджений орденом «За мужність» III ступеня (посмертно)[5].
- Вшановується в меморіальному комплексі «Зала пам'яті», в щоденному ранковому церемоніалі 26 січня[6][7].